# Franklin Saunders
Franklin Geoffrey Saunders (Swansea, Egyesült Királyság, 1891. június 3. – ?) walesi származású brit ászpilóta.

## Élete

### Ifjúkora
Saunders 1891-ben született Swansea városában. Születéskori keresztneve Franklyn volt, ám ez az évek során Franklinné alakult.

### Katonai szolgálata
Saunders megközelítőleg 1916 vége felé csatlakozhatott a Brit Királyi Repülő Csapatokhoz (Royal Flying Corps), ahol a 47. repülőszázadba osztották be. Itt szerezte meg első légi győzelmét 1917. január 14-én, egy Albatros típusú német gépet lelőve. 1917 márciusában (18-án és 20-án) két légi győzelmet aratott egy Fried G és egy Albatros típusú gép földre kényszerítésével. A 47. század pilótájaként szerzett utolsó légi győzelmét június 25-én aratta. Ezután áthelyezték a Brit Királyi Légierő (Royal Air Force) kötelékébe, a 17. repülőszázadhoz. Itt szerezte meg 1918. január 22-én ötödik légi győzelmét, amellyel elérte az ászpilóta minősítést. 1918 januárjában és februárjában további 3 légi győzelmet aratott.
1918 augusztusában megkapta a Brit Hadi Kereszt (Military Cross). Ezt azzal érdemelte ki, hogy egy ellenséges gépet a barátságos vonalak mögé kergetett, ahol földre kényszerítette. Ezek után a gépet ugyan elkobozta a brit hadsereg, azonban a gép már olyan súlyos károsodást szenvedett, hogy gyakorlatilag használhatatlan lett. 

### Légi győzelmei
| Sorszám | Dátum             | Egység                | Repülőgép | Ellenfél       |
| ------- | ----------------- | --------------------- | --------- | -------------- |
| 1       | 1917. január 14.  | 47. brit repülőszázad | B.E.12    | Albatros       |
| 2       | 1917. március 18. | 47. brit repülőszázad | B.E.12    | Fried G        |
| 3       | 1917. március 20. | 47. brit repülőszázad | B.E.12    | Albatros       |
| 4       | 1917. június 25.  | 47. brit repülőszázad | B.E.12    | Albatros D.III |
| 5       | 1918. január 22.  | 17. brit repülőszázad | S.E.5a    | DFW C          |
| 6       | 1918. január 31.  | 17. brit repülőszázad | S.E.5a    | Rumpler C      |
| 7       | 1918. február 5.  | 17. brit repülőszázad | S.E.5a    | Albatros D.III |
| 8       | 1918. február 5.  | 17. brit repülőszázad | S.E.5a    | DFW C          |